# Nordost, Gävle
Nordost är en centrumnära stadsdel i Gävle, norr om Staketgatan och öster om Gävles huvudaxel, Esplanaden som utgörs av de parallella Norra Kungsgatan och Norra Rådmansgatan. Den nuvarande bebyggelsen med stora huskroppar är från en totalsanering av stadsdelen i slutet av 1960-talet.

## Historia
I stadens äldre områdesindelning var detta "Tredje kvarteret". Det var bebyggt före stadsbranden 1869 och återuppbyggdes med en rutnätsplan på samma sätt som staden i övrigt. Bebyggelsen var i trä med 1-2 våningar inom likformiga kvarter vardera med 8 tomter. Ett av kvarteren söder om Valbogatan var utlagt till park, Ennesparken (senare bebyggd). Mot Esplanaden (Norra Rådmansgatan) uppfördes större hus i sten, och i kvarteret Alfabeticus byggdes Norra folkskolan (Norra skolan), granne med Teatern.
I slutet av 1960-talet revs den äldre bebyggelsen och stora byggnader, upp till 8 våningars höjd, uppfördes enligt en plan av arkitekten Gustav Lättström och på initiativ av ett byggbolag. Den gamla gatuindelningen försvann så när som på gatumynningar mot Esplanaden. Ett parkeringshus tillkom mot Staketgatan. Ett förslag från stadsarkitektkontoret om lägre byggnader inom befintligt gatunät valdes inte.